# Holzneria microcentron
Holzneria microcentron är en grobladsväxtart som först beskrevs av Joseph Friedrich Nicolaus Bornmüller, och fick sitt nu gällande namn av Franz Speta. Holzneria microcentron ingår i släktet Holzneria och familjen grobladsväxter. Inga underarter finns listade i Catalogue of Life.